# Cerkiew św. Jerzego w Jalovej
Cerkiew św. Jerzego w Jalovej – drewniana greckokatolicka cerkiew filialna parafii Stakčín. Należy do dekanatu Snina w archieparchii preszowskiej Kościoła katolickiego obrządku bizantyjsko-słowackiego.
Cerkiew powstała w unikatowym typie cerkwi karpackich charakterystycznym dla okolic Sniny posiada status Narodowego Zabytku Kultury.

## Historia
Cerkiew została wzniesiona w 1792. Gruntownie remontowana w 1831. W 2001 ze względu na bardzo zły stan całkowicie rozebrana i od nowa odbudowana jako wierna kopia oryginału. Poprzednio cerkiew pokryta była dachem blaszanym a ściany obłożone gliną i pomalowane na biało.

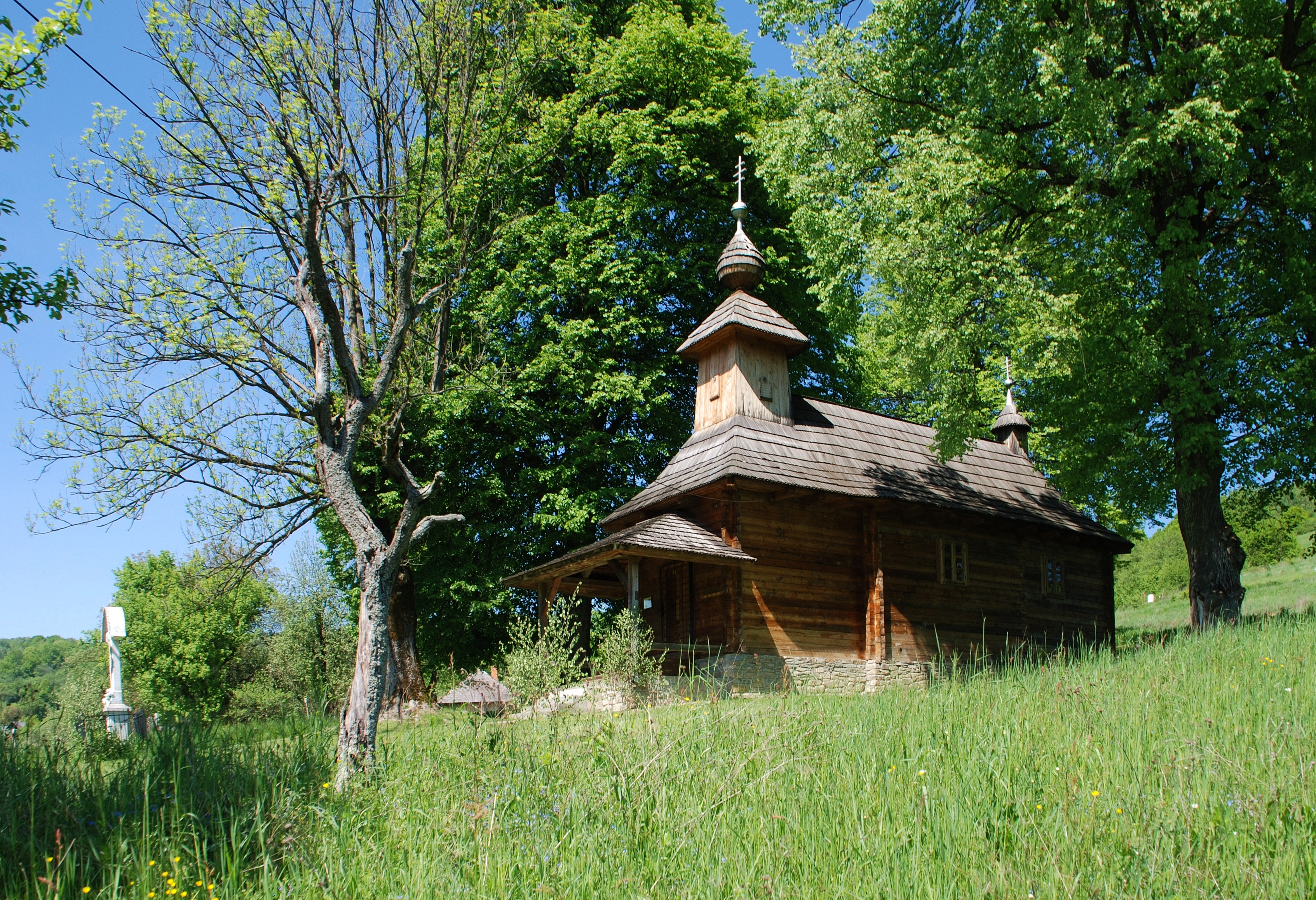
Widok od strony wschodniej
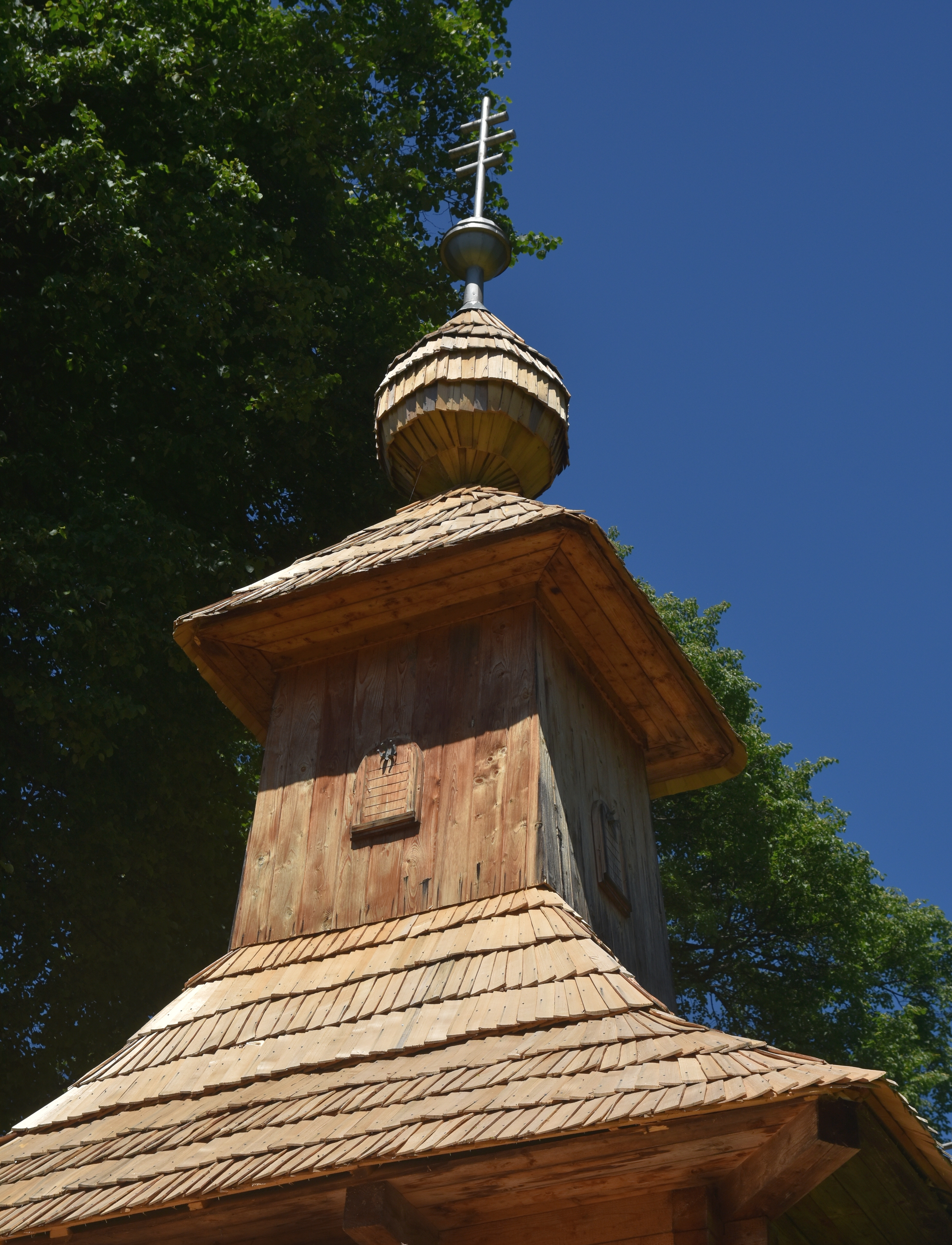
Wieża nad babińcem
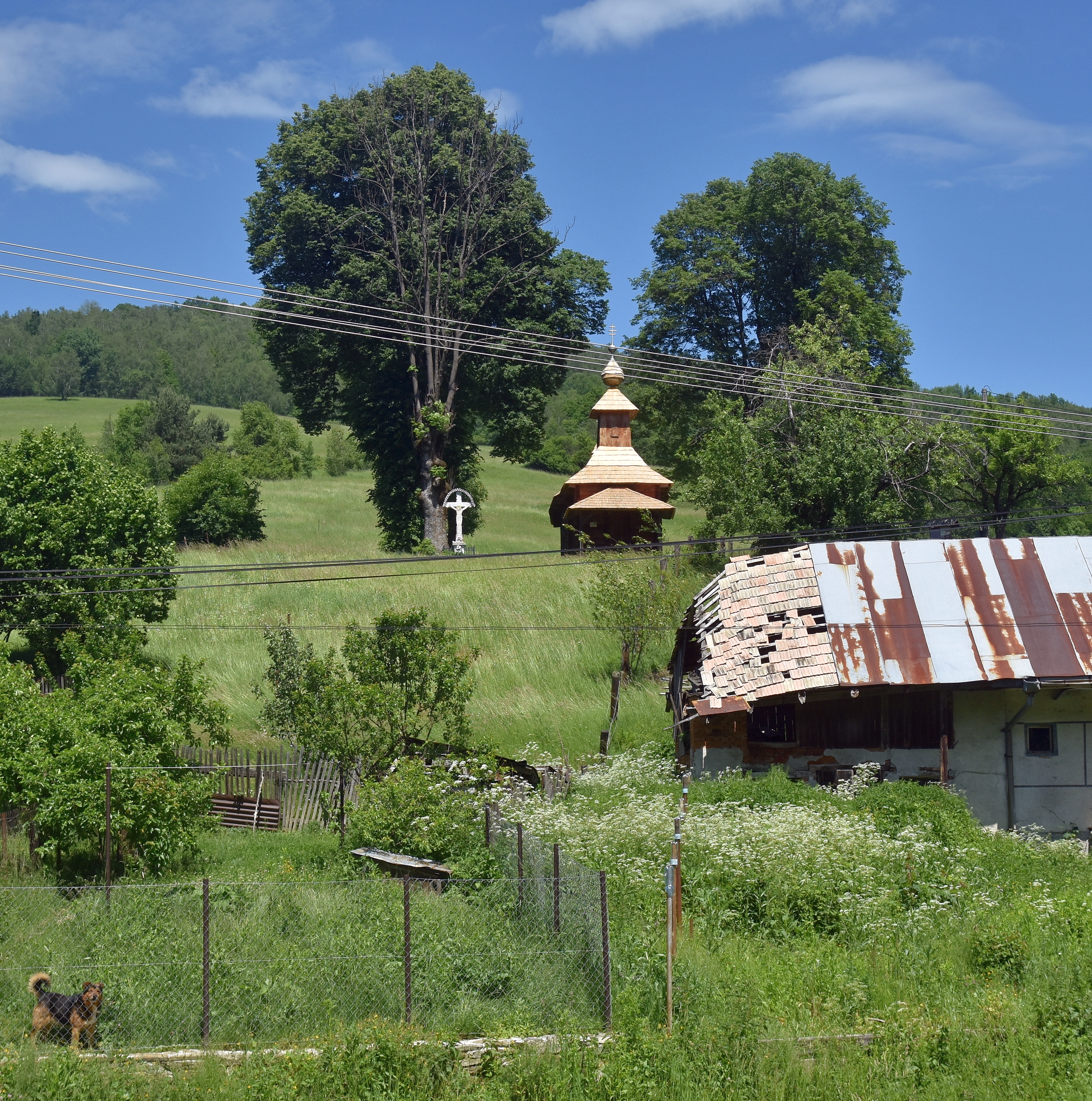
Widok ogólny

## Architektura i wyposażenie
Jest to mała cerkiew drewniana o konstrukcji zrębowej, orientowana posadowiona na kamiennych fundamentach. Budowla trójdzielna o niespotykanej w okolicy konstrukcji. Do kwadratowej nawy przylega od strony wschodniej prezbiterium na rzucie nieregularnego czworoboku, ze zwężającymi się lekko ścianami. Z drugiej strony nieco węższy babiniec z posadowioną na jego zrębie niewielką wieżą z namiotowym daszkiem zakończoną cebulastą banią z metalowym krzyżem. W wieży dwa dzwony, jeden z 1908, drugi 2001. Nad wschodnią częścią sanktuarium druga malutka wieżyczka. Całość nakryta jednokalenicowym dachem gontowym.
W środku pięciopiętrowy kompletny ikonostas z XVIII wieku rozmieszczony także na ścianach bocznych nawy ze względu na mały rozmiar świątyni.

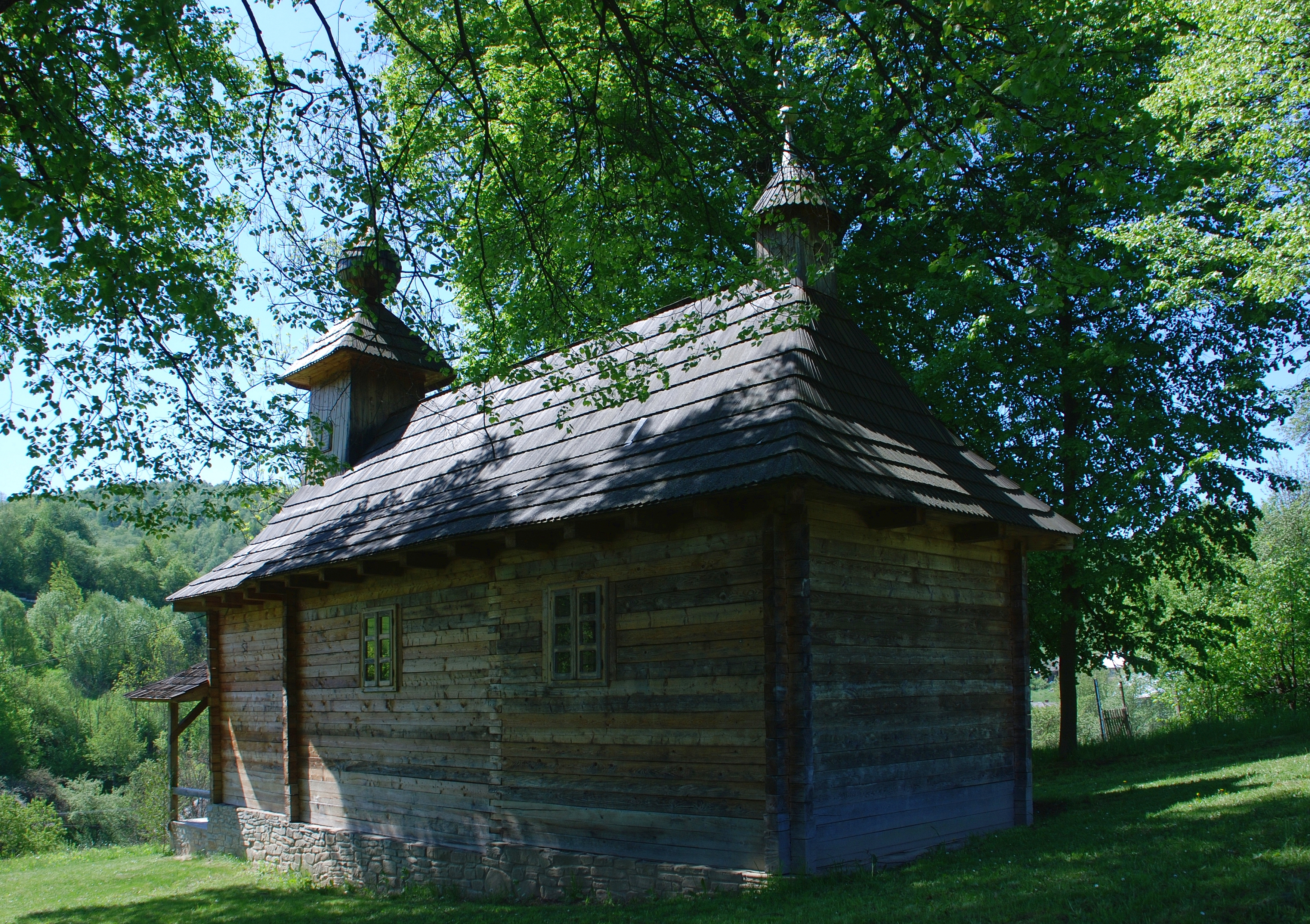
Widok od północy
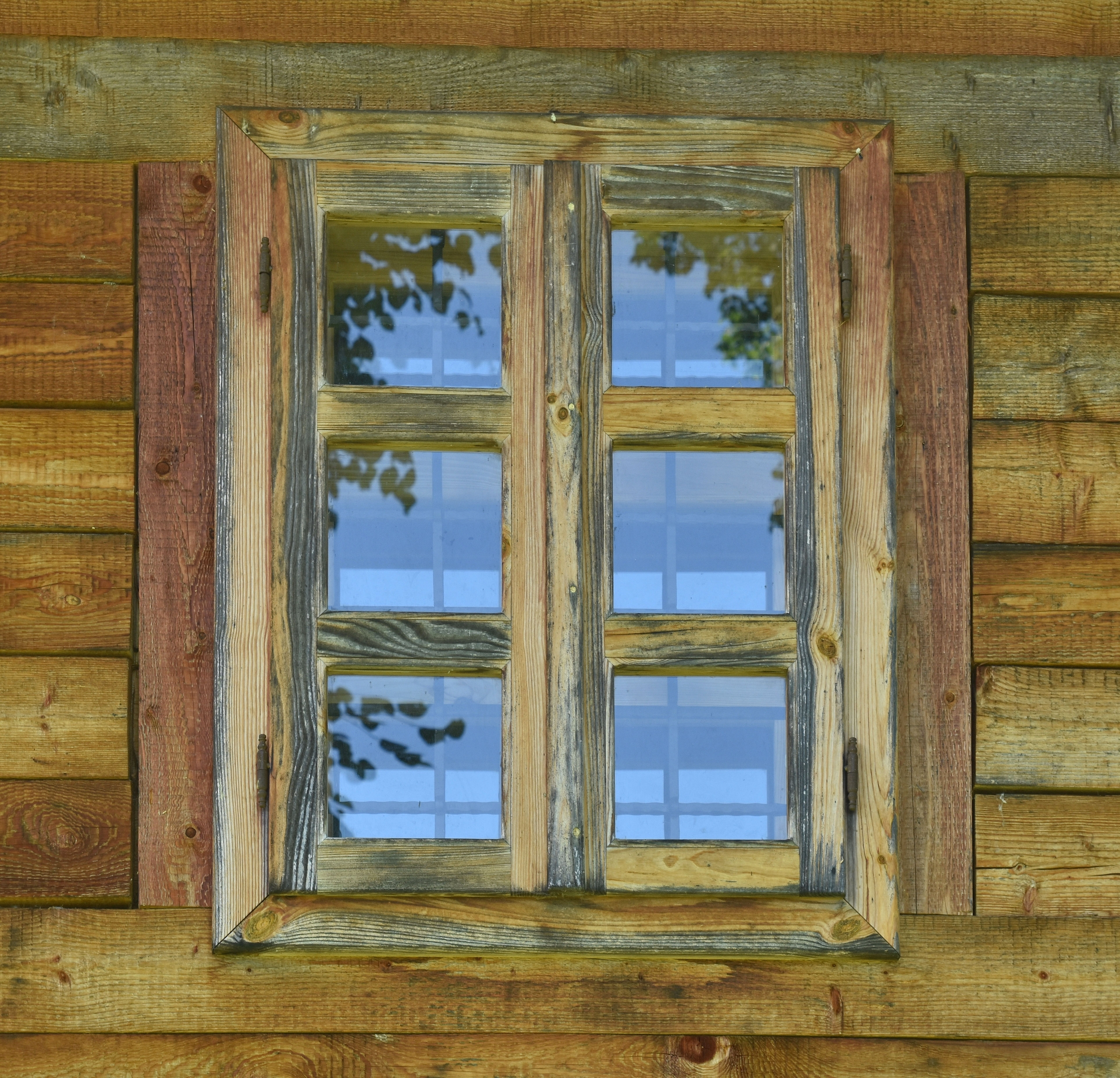
Okno
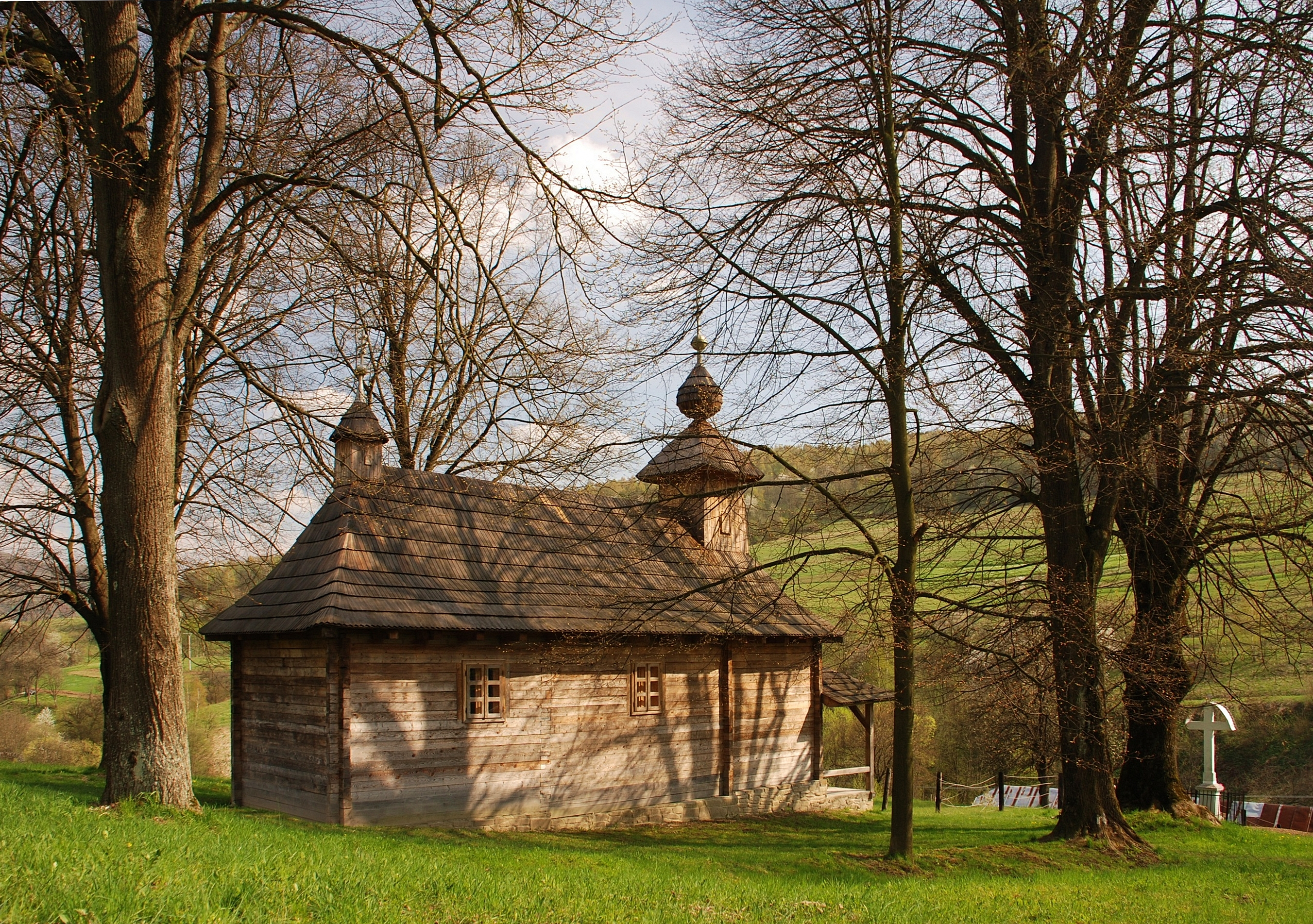
Elewacja zachodnia